# Yilmaz Kerimo
Yilmaz Kerimo, né en 1963, d'origine assyro-chaldéenne-syriaque de Turquie, est un membre du Riksdag (Parlement suédois) et un membre du Parti social-démocrate suédois des travailleurs. Il est élu au parlement suédois en 1998 et réélu en 2006 et en 2010.